# Liste des membres de l'Académie royale des sciences
L'Académie royale des sciences a été fondée par Louis XIV sur la proposition de Jean-Baptiste Colbert en 1666. Elle a été renouvelée après le règlement du 26 janvier 1699,,.

## Liste des membres de l'Académie royale des sciences après le règlement du 26 janvier 1699
D'après la lettre de Pontchartrain à J.-P. Bignon du 28 janvier 1699

### Académiciens honoraires
Bignon, le marquis de l'Hospital, le Père Truchet, M. Renau, M. de Malézieu, le Père Malebranche, le père Gouye.

### Académiciens pensionnaires
- Géomètres : Gallois, Rolle, Varignon,
- Astronomes : Cassini, Philippe de La Hire, Le Fèvre,
- Mécaniciens : Filleau des Billettes, Jaugeon, Dalesme,
- Anatomistes : Duhamel, Verney, Méry,
- Chimistes : Bourdelin, Homberg, Boulduc,
- Botanistes : Dodart, Marchant, Tournefort,
- Secrétaire : Fontenelle,
- Trésorier : Couplet.

### Associés
- Associés étrangers : Leibniz, Tschirnhaus, Guillelmini,
- Associés géomètres : Maraldi, Regis,
- Associés astronomes : Cassini fils, La Hire fils,
- Associés mécaniciens : Chazelles, de Lagny,
- Associés anatomistes : Tauvry, Bourdelin fils,
- Associés chimistes : de Langlade, Lémery,
- Associés botanistes : Louis Morin de Saint-Victor, Morin de Toulon,

### Élèves
- Carré sous Varignon, Monti sous Cassini, Geoffroy sous Homberg, Couplet fils sous Couplet.

À cette première liste d'élèves se sont ajoutés, Guillaume Amontons, élève de Le Fèvre, de Beauvilliers, élève de Dalesme, Claude Berger, élève de Tournefort, Gilles-François Boulduc, élève de Simon Boulduc, Claude Burlet, élève botaniste de Dodart, François Chevallier, élève géomètre de l'abbé Gallois, Du Torar, élève de Rolle (exclu en 1714), Alexis Littré, élève de Du Hamel, Antoine Parent, élève de Des Billettes, François Poupart, élève de Méry, Reneaume, élève de Jean Marchand, Michel de Senne, élève de Jaugeon, Hervé Simon, élève de Fontenelle, Adrien Tuillier, élève chimiste de Bourdelin.

## Liste des membres de l'Académie royale des sciences par ordre d'entrée
| Année de réception | Nom de l'académicien                                                | Fonction | Classe                            | Année de décès                  |
| 1666               | Pierre de Carcavi                                                   | Conseiller au parlement de Toulouse, puis conseiller au grand conseil, garde de la Bibliothèque du roi | Géomètre                          | 1684                            |
| 1666               | Christian Huygens                                                   | | Géomètre                          | 1695                            |
| 1666               | Gilles Personne de Roberval                                         | Professeur royal de mathématiques dans la chaire de Ramus et dans celle du collège de Maître Gervais | Géomètre                          | 1675                            |
| 1666               | Bernard Frénicle de Bessy                                           | Conseiller à la Cour des monnaies | Géomètre                          | 1675                            |
| 1666               | Adrien Auzout                                                       | | Astronome                         | 1691                            |
| 1666               | Jean Picard                                                         | Prêtre | Astronome                         | 1682                            |
| 1666               | Jacques Buot                                                        | Ingénieur du roi, professeur de mathématiques des pages de la Grande écurie | Géomètre                          | 1675                            |
| 1666               | Jean-Baptiste Du Hamel                                              | Aumônier du roi et secrétaire Secrétaire perpétuel de l'Académie des sciences en 1666 | Anatomiste                        | 1706                            |
| 1666               | Marin Cureau de La Chambre                                          | Médecin ordinaire du roi Membre de l'Académie française | Physicien                         | 1669                            |
| 1666               | Claude Perrault                                                     | Docteur en médecine de la Faculté de Paris | Physicien                         | 1688                            |
| 1666               | Samuel Cottereau du Clos                                            | Médecin ordinaire du roi | Chimiste                          | 1685                            |
| 1666               | Claude Bourdelin                                                    | Apothicaire | Chimiste                          | 1699                            |
| 1666               | Jean Pecquet                                                        | Docteur en médecine de la Faculté de Montpellier | Anatomiste                        | 1674                            |
| 1666               | Louis Gayant                                                        | Chirurgien juré de Paris | Anatomiste                        | 1673                            |
| 1666               | Nicolas Marchant                                                    | Docteur en médecine de l'université de Padoue, premier botaniste de Gaston d'Orléans, directeur de la culture des plantes du Jardin du roi | Botaniste                         | 1678                            |
| 1666               | Antoine Niquet                                                      | Ingénieur du roi | Géomètre                          | 1726                            |
| 1666               | Claude Antoine Couplet                                              | Professeur de mathématiques des pages de la Grande écurie | Mécanicien                        | 1722                            |
| 1666               | Jean Richer                                                         | Astronome | Astronome                         | 1696                            |
| 1666               | Pivert                                                              | |                                   |                                 |
| 1666               | De La Voye-Mignot                                                   | Théoricien de la musique | Géomètre                          | 1684                            |
| 1666               | Edme Mariotte                                                       | Prieur de Saint-Martin-sous-Beaune | Physicien                         | 1684                            |
| 1668               | Jean Gallois                                                        | Abbé du prieuré de Cuers, garde de la Bibliothèque du roi, professeur en grec, inspecteur du collège royal. Membre de l'Académie française | Géomètre                          | 1707                            |
| 1669               | François Blondel                                                    | Professeur royal en mathématiques, et en architecture, ingénieur du roi | Géomètre                          | 1686                            |
| 1669               | Jean-Dominique Cassini                                              | Premier professeur d'astronomie à Bologne, surintendant des eaux de l'État de Bologne | Astronome                         | 1712                            |
| 1669               | Godefroi Guillaume Leibniz                                          | Conseiller aulique, président de la Société de Berlin | Associé étranger                  | 1716                            |
| 1672               | Ole Christensen Rømer                                               | Conseiller d'état en Danemark, lieutenant de police et premier consul de Copenhague | Astronome                         | 1710                            |
| 1673               | Denis Dodart                                                        | Conseiller, médecin ordinaire du roi, docteur régent de la Faculté de Paris | Botaniste                         | 1707                            |
| 1674               | Jacques Borelly                                                     | Conseiller, médecin ordinaire du roi, docteur en médecine | Chimiste                          | 1689                            |
| 1674               | Joseph-Guichard Du Verney                                           | Docteur en médecine, professeur d'anatomie au Jardin du roi | Anatomiste                        | 1730                            |
| 1678               | Philippe de La Hire                                                 | Professeur royal de mathématiques et d'architecture | Astronome                         | 1718                            |
| 1678               | Jean Marchant                                                       | Directeur de la culture du Jardin du roi | Botaniste                         | 1738                            |
| 1679               | François de Lanion                                                  | | Géomètre                          | Exclu en 1686                   |
| 1681               | Sédileau                                                            | Il a une grande part dans les travaux de Philippe de La Hire | Astronome                         | 1693                            |
| 1682               | Ehrenfried Walther von Tschirnhaus                                  | Seigneur de Kieslingswalde | Géomètre Associé étranger         | 1708                            |
| 1682               | Laurent Pothenot                                                    | Professeur de mathématiques dans la chaire de Ramus Exclu pour absence avant 1699 | Géomètre                          | 1732                            |
| 1682               | Jean Le Fèvre                                                       | | Astronome                         | 1706 Exclu en 1702              |
| 1683               | Henri de Bessé de la Chapelle,                                      | Contrôleur des bâtiments du roi Secrétaire de l'Académie royale des inscriptions et belles-lettres | ?                                 | 1694                            |
| 1684               | Jean Méry                                                           | Chirurgien juré de Paris, chirurgien de la reine, chirurgien major des Invalides, chirurgien de l'Hôtel-Dieu de Paris | Anatomiste                        | 1722                            |
| 1685               | Melchisédech Thévenot                                               | Garde de la bibliothèque du roi | Physicien                         | 1692                            |
| 1685               | Michel Rolle                                                        | | Géomètre                          | 1719                            |
| 1685               | Ennemond Cusset                                                     | Juge-garde de la Monnaie de Lyon, conseiller du roi | Astronome                         | 1697                            |
| 1688               | Pierre Varignon                                                     | Professeur royal de philosophie et de mathématiques au collège Mazarin Membre de la Royal Society de Londres et de la société royale de Berlin | Géomètre                          | 1722                            |
| 1691               | Jean-Paul Bignon                                                    | Abbé de Saint-Quentin, doyen des conseillers d'état, bibliothécaire du roi Membre de l'Académie française, et de l'Académie des inscriptions et belles-lettres | Honoraire                         | 1743                            |
| 1691               | Joseph Pitton de Tournefort                                         | Docteur en médecine de la Faculté de Paris, professeur de botanique au Jardin du roi | Botaniste                         | 1708                            |
| 1691               | Guillaume Homberg                                                   | Premier médecin du duc d'Orléans | Chimiste                          | 1715                            |
| 1692               | Moyse Charas                                                        | Docteur en médecine à Londres, professeur de chimie au Jardin du roi | Chimiste                          | 1698                            |
| 1693               | Morin de Toulon                                                     | Chimiste et naturaliste, il s'est aussi intéressé à la minéralogie | Botaniste                         | 1707                            |
| 1693               | Guillaume François de L'Hôpital                                     | | Honoraire                         | 1704                            |
| 1694               | Jacques Cassini                                                     | Maître des comptes Membre de la Royal Society de Londres | Astronome                         | 1756                            |
| 1694               | Gabriel Philippe de La Hire                                         | Professeur royal d'architecture | Astronome                         | 1719                            |
| 1694               | Simon Boulduc                                                       | Ancien juge consul, apothicaire de la duchesse douairière d'Orléans et de la reine douairière d'Espagne, démonstrateur en chimie au Jardin du roi | Chimiste                          | 1729                            |
| 1694               | Jacques-Philippe Maraldi                                            | | Astronome                         | 1729                            |
| 1695               | Jean Mathieu de Chazelles                                           | Cartographe, hydrogaphe et astronome | Astronome Mécanicien              | 1710                            |
| 1696               | Thomas Fantet de Lagny                                              | Garde de la bibliothèque du roi Membre de la Royal Society de Londres | Géomètre                          | 1734                            |
| 1696               | Joseph Sauveur                                                      | Professeur royal de mathématiques et examinateur des ingénieurs | Géomètre                          | 1716                            |
| 1696               | Pierre Couplet                                                      | Professeur de mathématiques des pages de la Grande écurie | Mécanicien                        | 1743                            |
| 1696               | Domenico Guglielmini                                                | Docteur en médecine à Bologne, premier professeur de mathématiques, surintendant des eaux de l'état de Bologne | Associé étranger                  | 1710                            |
| 1697               | Bernard de Fontenelle                                               | Secrétaire pertétuel de l'Académie des sciences en 1697 Membre de l'Académie française, de l'Académie des inscriptions et belles-lettres, de la Royal Society de Londres | Géomètre                          | 1757                            |
| 1697               | Louis Carré                                                         | | Géomètre                          | 1711                            |
| 1698               | Daniel Tauvry                                                       | Docteur en médecine de la Faculté de Paris | Anatomiste                        | 1701                            |
| 1698               | de Langlade                                                         | | Chimiste                          | 1717 Vétéran en 1712            |
| 1699               | Nicolas Lémery                                                      | Docteur en médecine de la Faculté de Paris | Chimiste                          | 1715                            |
| 1699               | Louis Morin de Saint-Victor                                         | Docteur en médecine, premier médecin de Mademoiselle de Guise, démonstrateur de plantes au Jardin du roi | Botaniste                         | 1715                            |
| 1699               | Sébastien Truchet                                                   | Religieux Carme | Honoraire                         | 1729                            |
| 1699               | Bernard Renau d'Eliçagaray                                          | Lieutenant général des armées du roi d'Espagne, conseiller du conseil de marine, Grand-croix de l'ordre de Saint-Louis | Honoraire                         | 1719                            |
| 1699               | Nicolas de Malézieu                                                 | Chancelier des Dombes Membre de l'Académie française | Honoraire                         | 1727                            |
| 1699               | Nicolas Malebranche                                                 | Prêtre de l'Oratoire | Honoraire                         | 1715                            |
| 1699               | Thomas Gouye                                                        | Jésuite | Honoraire                         | 1725                            |
| 1699               | Gilles Filleau des Billettes                                        | | Mécanicien                        | 1720                            |
| 1699               | Jacques Jaugeon                                                     | Typographe du roi | Mécanicien                        | 1724 Vétéran en 1724            |
| 1699               | André Dalesme                                                       | | Mécanicien                        | 1727                            |
| 1699               | Pierre-Sylvain Regis                                                | | Géomètre                          | 1707                            |
| 1699               | Claude Bourdelin                                                    | Premier médecin de Madame la duchesse de Bourgogne Membre de la Royal Society de Londres | Botaniste                         | 1711                            |
| 1699               | Filippo Maria Monti                                                 | | Astronome                         | 1754 Démissionnaire en 1702     |
| 1699               | Étienne-François Geoffroy                                           | Docteur en médecinde de la Faculté de Paris, lecteur et professeur royal en médecine et en chimie Membre de la Royal Society de Londres | Chimiste                          | 1731                            |
| 1699               | Guy-Crescent Fagon                                                  | Docteur en médecine de la Faculté de Paris, premier médecin du roi, professeur de botanique et de chimie au Jardin du roi | Honoraire                         | 1718                            |
| 1699               | Camille Le Tellier de Louvois                                       | Docteur de Sorbonne, abbé de Bourgueil et de Vauluisant, bibliothécaire du roi. Membre de l'Académie française et de l'Académie royale des inscriptions et belles-lettres | Honoraire                         | 1718                            |
| 1699               | Sébastien Le Prestre de Vauban                                      | Maréchal de France, chevalier des ordres du roi, commissaire général des fortifictions, Grand-croix de l'ordre de Saint-Louis, gouverneur de la citadelle de Lille | Honoraire                         | 1707                            |
| 1699               | Nicolas Hartsoeker                                                  | Membre de la Société de Berlin | Associé étranger                  | 1725                            |
| 1699               | Jacques Bernoulli                                                   | Professeur de mathématiques | Associé étranger                  | 1705                            |
| 1699               | Jean Bernoulli                                                      | Professeur de mathématiques | Associé étranger                  | 1748                            |
| 1699               | Isaac Newton                                                        | Chevalier, Maître de la Monnoie de Londres Président de la Royal Society de Londres | Associé étranger                  | 1727                            |
| 1699               | Vincent Viviani                                                     | Noble florentin | Associé étranger                  | 1703                            |
| 1699               | Claude Burlet                                                       | Docteur en médecine de la Faculté de Paris, premier médecin du roi d'Espagne | Botaniste                         | 1731                            |
| 1699               | Claude Berger                                                       | Docteur en médecine, professeur de chimie au Jardin du roi | Botaniste                         | 1712                            |
| 1699               | Gilles-François Boulduc                                             | Premier apothicaire du roi, ancien échevin, ancien juge-consul, démonstrateur en chimie du Jardin royal | Chimiste                          | 1741                            |
| 1699               | Adrien Tuillier                                                     | Avocat, docteur-régent en médecine de la Faculté de Paris | Chimiste                          | 1702                            |
| 1699               | François Chevallier                                                 | Professeur de mathématiques au Collège royal, maître de mathématiques du roi et des pages de la Petite écurie | Mécanicien                        | 1748                            |
| 1699               | Alexis Littré                                                       | Docteur en médecine | Anatomiste                        | 1726                            |
| 1699               | François Poupart                                                    | Docteur en médecine de l'université de Reims | Anatomiste                        | 1709                            |
| 1699               | Hervé-Pierre Simon de Valhébert                                     | Secrétaire de Gilles Ménage, bibliothécaire de l'abbé Bignon | Géomètre                          | Vétéran en 1707                 |
| 1699               | Antoine Parent                                                      | Mathématicien | Mécanicien                        | 1716                            |
| 1699               | Michel de Senne                                                     | Intendant des bâtiments du duc d'Orléans | Mécanicien                        | 1718                            |
| 1699               | Michel-Louis Reneaulme de Lagaranne                                 | Docteur régent en médecine de la Faculté de Paris | Botaniste                         | 1739                            |
| 1699               | Guillaume Amontons                                                  | | Physicien                         | 1705                            |
| 1699               | Jacques Lieutaud                                                    | Mathématicien, journaliste | Astronome                         | 1733                            |
| 1699               | de Beauvilliers                                                     | Ingénieur de la marine | Mécanicien                        | 1730                            |
| 1699               | Louis Lémery                                                        | Docteur en médecine de la Faculté de Paris, médecin ordinaire du roi, professeur de chimie au Jardin du roi | Chimiste                          | 1743                            |
| 1701               | Pierre Duverney                                                     | Chirurgien juré | Anatomiste                        | 1728                            |
| 1702               | Jean-Baptiste Chomel                                                | docteur régent en médecine, doyen, professeur de la Faculté de Paris, conseiller médecin ordinaire du roi | Botaniste                         | 1740                            |
| 1702               | Guillaume Delisle                                                   | Premier géographe du roi | Géographe astronome               | 1726                            |
| 1702               | Jacques Ozanam                                                      | Mathématicien | Géomètre                          | 1718                            |
| 1703               | Martino Poli                                                        | Chimiste, ingénieur du roi et du pape | Associé étranger                  | 1714                            |
| 1704               | Philippe de Courcillon de Dangeau                                   | Gouverneur de Touraine, Conseiller d'état d'épée, chevalier des ordres du roi, Grand maître des ordres de Notre-Dame de Mont-Carmel et de Saint-Lazare de Jérusalem | Honoraire                         | 1720                            |
| 1705               | Francesco Bianchini                                                 | Prélat domestique du pape | Associé étranger                  | 1729                            |
| 1705               | Nicolas Guisnée                                                     | Ingénieur du roi, professeur royal de mathématiques | Géomètre                          | 1718                            |
| 1705               | Jean-Louis Petit                                                    | Chirurgien juré à Paris Membre de la Royal Society de Londres | Anatomiste                        | 1750                            |
| 1706               | François Nicole                                                     | | Mécanicien                        | 1758                            |
| 1706               | Claude-Joseph Geoffroy                                              | Ancien échevin de la ville de Paris Membre de la Royal Society de Londres | Chimiste                          | 1752                            |
| 1706               | Joseph Saurin                                                       | Pasteur protestant converti au catholicisme, mathématicien | Géomètre                          | 1737                            |
| 1706               | René-Antoine Ferchault de Réaumur                                   | Mathématicien et physicien | Mécanicien                        | 1757                            |
| 1707               | Bomie                                                               | Professeur de mathématiques | Géomètre                          | 1727 Vétéran en 1725            |
| 1707               | Nicolas Saulmon                                                     | | Mécanicien                        | 1724                            |
| 1707               | Jean Terrasson                                                      | Lecteur du roi, professeur en philosophie au Collège royal Membre de l'Académie française | Géomètre                          | 1750                            |
| 1707               | Victor Marie d'Estrées                                              | Duc, pair, maréchal de France, Grand d'Espagne, chevalier des ordres du roi Membre de l'Académie française et l'Académie des inscriptions et belles-lettres | Honoraire                         | 1737                            |
| 1708               | Pierre Magnol                                                       | Docteur en médecine de la Faculté de Montpellier | Botaniste                         | 1715                            |
| 1708               | Raymond Vieussens                                                   | Conseiller médecin du roi, docteur en médecine de la Faculté de Montpellier Membre de la Royal Society de Londres | Anatomiste                        | 1715                            |
| 1708               | Hans Sloane                                                         | Docteur en médecine Président de la Royal Society de Londres | Associé étranger                  | 1753                            |
| 1708               | Jacques-Bénigne Winslow                                             | Médecin de la Faculté de Paris, interprète d'allemand à la bibliothèque du roi Membre de la Société de Berlin | Anatomiste                        | 1760                            |
| 1710               | Jean-Baptiste Enguehard                                             | Docteur en médecine de la Faculté de Paris | Anatomiste                        | 1716 Exclu en 1712              |
| 1710               | Thomas Herbert, comte de Pembroke                                   | Président de la Royal Society de Londres | Associé étranger                  | 1733                            |
| 1711               | Jean-Nicolas de La Hire                                             | Docteur régent en médecine de la Faculté de Paris | Botaniste                         | 1727                            |
| 1711               | Christophe-Bernard de Bragelongne                                   | doyen, comte du chapitre de Brioude | Associé libre                     | 1744                            |
| 1711               | Antoine de Jussieu                                                  | docteur régent en médecine de la Faculté de Paris, professeur de botanique au Jardin de plantes Membre de la Royal Society de Londres et de la Société de Berlin | Botaniste                         | 1758                            |
| 1712               | Jean-Henri Imbert                                                   | Docteur en médecine de la Faculté de Paris | Chimiste                          | 1722                            |
| 1712               | Jacques Lémery                                                      | | Chimiste                          | 1721                            |
| 1712               | Pierre Blondin                                                      | Docteur en médecine de l'université de Reims | Botaniste                         | 1713                            |
| 1712               | André-François Boureau-Deslandes                                    | Commissaire de la marine à Brest | Géomètre                          | 1757                            |
| 1712               | Pierre-Simon Rouhault                                               | Chirurgien-juré de Paris, chirurgien du roi de Sardaigne et de ses armées, professeur de chirurgie de l'université de Turin | Anatomiste                        | 1741 Vétéran en 1718            |
| 1714               | Jacques d'Allonville de Louville                                    | Militaire | Astronome                         | 1732                            |
| 1714               | Joseph-Nicolas Delisle                                              | Lecteur du roi, professeur de mathématiques du Collège royal de France Membre de la Royal Society de Londres, de la Société de Berlin et de Russie | Astronome                         | 1768                            |
| 1715               | Jean-Claude-Adrien Helvétius                                        | Conseiller d'état, premier médecin de la reine, médecin-inspecteur des hôpitaux militaires de Flandre | Associé libre                     | 1755                            |
| 1715               | Juan Manuel Fernández Pacheco, 8e duc d'Escalona                    | Fondateur de l'Académie royale espagnole | Associé étranger                  | 1725                            |
| 1715               | Luigi Ferdinando Marsigli                                           | Fondateur en 1714 de l'Accademia delle Scienze dell'Istituto di Bologna | Associé étranger                  | 1730                            |
| 1716               | Melchior de Polignac                                                | Cardinal, archevêque d'Auch, primat d'Aquitaine, commandeur des ordres du roi, général grand maître de l'ordre du Saint-Esprit de Montpellier Membre de l'Académie française, membre honoraire de l'Académie des inscriptions et belles-lettres | Honoraire                         | 1741                            |
| 1716               | Marc René de Voyer de Paulmy d'Argenson                             | Garde des sceaux de France | Honoraire                         | 1721                            |
| 1716               | Louis-Léon Pajot, comte d'Onz-en-Braye                              | Intendant général des postes et relais de France | Honoraire                         | 1754                            |
| 1716               | Pierre Chirac                                                       | Docteur en médecine de la Faculté de Montpellier, premier médecin du roi, intendant du Jardin royal des plantes | Associé libre                     | 1732                            |
| 1716               | Jean-Élie Leriget de la Faye                                        | Capitaine aux gardes | Associé libre                     | 1718                            |
| 1716               | Pierre Rémond de Montmort                                           | Mathématicien royal | Associé libre                     | 1719                            |
| 1716               | Charles-René Reynaud                                                | Prêtre de l'Oratoire | Associé libre                     | 1728                            |
| 1716               | Jean-Baptiste Deschiens de Ressons                                  | Militaire, commandeur de l'ordre de Saint-Louis, brigadier des armées du roi, lieutenant général de l'artillerie | Associé libre                     | 1735                            |
| 1716               | Sébastien Vaillant                                                  | Démonstrateur des plantes du Jardin du roi | Botaniste                         | 1722                            |
| 1716               | Antoine-Tristan Danty d'Isnard                                      | Docteur en médecine, ancien professeur royal des plantes au Jardin du roi | Botaniste                         | 1743                            |
| 1716               | Francois-Joseph de Camus                                            | Mécanicien | Mécanicien                        | 1732 Exclu pour absence en 1723 |
| 1718               | Jean-Baptiste Colbert de Torcy                                      | | Honoraire                         | 1746                            |
| 1718               | Jean Marius                                                         | | Mécanicien                        | 1720                            |
| 1718               | Henri-Jacques Nompar de Caumont                                     | Duc de La Force, pair de France Membre de l'Académie française | Honoraire                         | 1726                            |
| 1718               | Jean-Jacques Dortous de Mairan                                      | Secrétaire perpétuel de l'Académie des sciences en 1741 | Géomètre                          | 1771                            |
| 1719               | John Law                                                            | Contrôleur général des finances | Honoraire                         | 1729                            |
| 1721               | André Hercule de Fleury                                             | Cardinal, ministre d'état, grand aumônier de la reine | Honoraire                         | 1743                            |
| 1721               | Jean-Baptiste-Henri Du Trousset de Valincour                        | Secrétaire général de la reine Membre de l'Académie française | Honoraire                         | 1730                            |
| 1721               | Marie-Guillaume Bénard de Rezay                                     | | Associé libre                     | 1736                            |
| 1721               | Joseph Privat de Molières                                           | Lecteur du roi, professeur de philosophie au Collège royal de France Membre de la Royal Society de Londres | Mécanicien                        | 1742                            |
| 1721               | Pierre Ier                                                          | Empereur de toutes les Russies | Honoraire                         | 1725                            |
| 1722               | Guillaume Dubois                                                    | Cardinal, Principal ministre d'État, archevêque duc de Cambrai Membre de l'Académie française et de l'Académie des inscriptions et belles-lettres | Honoraire                         | 1723                            |
| 1722               | François Pourfour du Petit                                          | Docteur en médecine de la Faculté de Montpellier, médecin des armées du roi | Anatomiste                        | 1741                            |
| 1722               | Jacques Trant                                                       | Docteur en médecine de la Faculté de Paris | Botaniste                         | 1739                            |
| 1722               | Sauveur-François Morand                                             | Chirurgien juré de Paris, démonstrateur royal, chirurgien des Invalides en survivance et chirurgien en chef de l'hôpital de la Charité Membre de la Royal Society de Londres | Anatomiste                        | 1773                            |
| 1723               | Pierre Louis Moreau de Maupertuis                                   | Membre de la Royal Society de Londres | Géomètre                          | 1759                            |
| 1723               | Camille d'Hostun                                                    | Duc de Tallard, maréchal de France, gouverneur des comtés de Foix et de Bourgogne | Honoraire                         | 1728                            |
| 1723               | Charles François de Cisternay du Fay                                | Capitaine au régiment de Picardie, premier intendant du Jardin du roi Membre de la Royal Society de Londres | Chimiste                          | 1739                            |
| 1724               | de Beaufort                                                         | | Géomètre                          | 1728                            |
| 1724               | Henri Pitot                                                         | Directeur de la Sénéchaussée de Nîmes et Directeur du Canal Royal du Languedoc Membre de la Royal Society de Londres | Mécanicien Géomètre               | 1771                            |
| 1724               | Jean-Baptiste Sénac                                                 | Docteur en médecine de la Faculté de Montpellier, médecin du duc d'Orléans, médecin du roi | Anatomiste                        | 1770                            |
| 1725               | Jean-Frédéric Phélypeaux de Maurepas                                | Secrétaire d'État | Honoraire                         | 1781                            |
| 1725               | Louis de l'Isle de la Croyère                                       | Membre de l'Académie impériale des sciences de Saint-Pétersbourg | Astronome                         | 1741                            |
| 1725               | Bernard de Jussieu                                                  | Docteur en médecine de la Faculté de Paris, démonstrateur des plantes au Jardin du roi Membre de la Royal Society de Londres | Botaniste                         | 1777                            |
| 1725               | Pierre Le Monnier                                                   | Professeur de philosophie de l'université de Paris | Géomètre                          | 1757                            |
| 1725               | Louis Godin                                                         | Astronome participant à l'expédition d'un degré du méridien terrestre au Pérou | Astronome                         | 1760                            |
| 1725               | Pierre Maloët                                                       | Docteur en médecine de la Faculté de Paris, médecin de l'hôtel royal des Invalides | Anatomiste                        | 1742                            |
| 1725               | Jean-Pierre de Crousaz                                              | Précepteur du prince Frédéric de Hesse-Cassel après avoir été professeur de philosophie et de mathématiques de l'université de Groningue | Associé étranger                  | 1750                            |
| 1726               | Jean René de Longueil                                               | Marquis de Maisons, président au parlement de Paris | Honoraire                         | 1731                            |
| 1726               | Marc Pierre de Voyer de Paulmy d'Argenson                           | Conseiller d'état, lieutenant général de police, Grand-croix et chancelier de l'ordre de Saint-Louis, chancelier et garde des sceaux du duc d'Orléans | Honoraire                         | 1764                            |
| 1726               | Louis-Claude Bourdelin                                              | Docteur en médecine de la Faculté de Paris | Chimiste                          | 1777                            |
| 1727               | Michel Robert Le Peletier des Forts                                 | Comte de Saint-Fargeau, commissaire général des finances | Honoraire                         | 1740                            |
| 1727               | Eustachio Manfredi                                                  | Membre de l'Institut des sciences de Bologne | Astronome                         | 1739                            |
| 1727               | Frederik Ruysch                                                     | Professeur d'anatomie et de botanique à Leyde Membre de l'Académie des curieux de la nature (Academia Naturae Curiosorum) de Schweinfurt, et de la Royal Society de Londres | Associé étranger                  | 1731                            |
| 1727               | Charles Étienne Louis Camus                                         | Secrétaire et professeur de mathématique de l'Académie royale d'architecture | Mécanicien                        | 1768                            |
| 1728               | Henri François d'Aguesseau                                          | Chancelier de France | Honoraire                         | 1751                            |
| 1728               | Henri Louis Duhamel du Monceau                                      | | Botaniste                         | 1782                            |
| 1728               | François-Joseph Hunauld                                             | Docteur en médecine de la Faculté de Paris, professeur en anatomie et en chirurgie au Jardin du roi | Anatomiste                        | 1742                            |
| 1729               | Pierre Mahieu                                                       | | Géomètre                          | 1754 Vétéran en 1751            |
| 1729               | Edmond Halley                                                       | Astronomer Royal Membre de la Royal Society de Londres | Associé étranger                  | 1742                            |
| 1730               | Joseph Antoine d'Aguesseau de Valjouan,                             | Conseiller au parlement de Paris | Honoraire                         | 1744                            |
| 1730               | Philippe Buache                                                     | Premier géographe du roi | Géographe (création de la classe) | 1773                            |
| 1730               | Charles Marie de La Condamine                                       | Lieutenant au régiment de Clermont cavalerie, chevalier de l'ordre de Saint-Lazare, expédition de la mesure d'un degré d'arc de méridien au Pérou | Chimiste                          | 1774                            |
| 1730               | Herman Boerhaave                                                    | Professeur en médecine, botanique et chimie à Leyde Membre de la Royal Society de Londres | Associé étranger                  | 1738                            |
| 1731               | Louis-François-Armand de Vignerot du Plessis de Richelieu           | Duc de Fronsac et de Richelieu, pair de France, chevalier des ordres du roi, ambassadeur à la cour de Vienne Membre de l'Académie française | Honoraire                         | 1788                            |
| 1731               | Alexis Clairaut                                                     | Participe à l'expédition de la mesure d'un degré d'arc de méridien en Laponie Membre de la Royal Society de Londres | Géomètre                          | 1765                            |
| 1731               | Jean Grosse                                                         | Docteur en médecine d'origine allemande | Chimiste                          | 1744                            |
| 1731               | Jean-Florent de Vallière                                            | Maréchal des camps et armées du roi, commandeur de l'ordre militaire de Saint-Louis, lieutenant général d'artillerie, directeur général des bataillons de Royal artillerie et des écoles d'artillerie | Associé libre                     | 1759                            |
| 1731               | François Gigot de Lapeyronie                                        | Premier chirurgien du roi en survivance | Associé libre                     | 1747                            |
| 1731               | Jean-Baptiste Morgagni                                              | Docteur en médecine, professeur d'anatomie de l'université de Padoue Membre de la Royal Society de Londres | Associé étranger                  | 1771                            |
| 1731               | Pierre Bouguer                                                      | Professeur royal d'hydrographie au Havre-de-Grâce | Géomètre                          | 1758                            |
| 1731               | Giovanni Domenico Maraldi                                           | | Astronome                         | 1788                            |
| 1732               | Jean-Paul Grandjean de Fouchy                                       | Auditeur à la Chambre des comptes de Paris Secrétaire pertétuel de l'Académie des sciences en 1744 Membre de la Royal Society de Londres | Astronome                         | 1788 1744 Vétéran 1776          |
| 1732               | François Chicoyneau                                                 | Conseiller d'état, premier médecin du roi, surintendant des eaux minérales et médicinales de France | Associé libre                     | 1752                            |
| 1732               | Étienne-Simon de Gamaches                                           | Chanoine régulier de Sainte-Croix de la Bretonnerie | Associé libre                     | 1756                            |
| 1732               | Alexis Fontaine                                                     | Mathématicien, il a approfondi le développement du calcul intégral et des équations différentielles | Géomètre                          | 1771                            |
| 1733               | Christian Wolff                                                     | Professeur de mathématiques et de philosophie de l'université de Marbourg | Associé étranger                  | 1754                            |
| 1734               | Georges-Louis Leclerc de Buffon                                     | Membre de la Royal Society de Londres, membre de l'Académie française | Mécanicien Botaniste              | 1788                            |
| 1735               | Jean Hellot                                                         | Inspecteur des teintureries et des mines | Chimiste                          | 1766                            |
| 1735               | César-François Cassini de Thury                                     | Directeur de l'observatoire de Paris | Astronome                         | 1784                            |
| 1736               | Charles d'Albert du Chesne                                          | officier dans la Marine du roi | Associé libre                     | 1751                            |
| 1736               | Gilbert Guyon de La Chevalleraye                                    | | Associé libre                     | 1749                            |
| 1736               | Pierre Charles Le Monnier                                           | Expédition de mesure d'un degré d'arc du méridien en Laponie Membre de la Royal Society de Londres et de l'Académie de Berlin | Astronome                         | 1799                            |
| 1738               | Jean-François Boyer                                                 | Évêque de Mirepoix Membre de l'Académie française | Honoraire                         | 1755                            |
| 1739               | François de Brémond                                                 | | Botaniste                         | 1742                            |
| 1739               | Don José Cervi                                                      | Médecin d'Élisabeth Farnèse et premier médecin du roi d'Espagne Philippe V Président de la Real Academia de Medicina de Sevilla | Associé étranger                  | 1748                            |
| 1739               | Jean Antoine Nollet                                                 | Il a ouvert à Paris un cours de physique expérimentale Membre de l'>Académie des sciences, belles-lettres et arts de Rouen | Mécanicien                        | 1770                            |
| 1739               | Giovanni Poleni                                                     | Professeur de philosophie expérimentale de l'université de Padoue Membre de la Royal Society de Londres, de l'Académie des Sciences de Berlin, de l'Académie des Sciences de Saint-Pétersbourg | Associé étranger                  | 1761                            |
| 1740               | Étienne Mignot de Montigny                                          | Commissaire du ministère du Commerce | Mécanicien                        | 1782                            |
| 1740               | Louis Phélypeaux de Saint-Florentin                                 | Secrétaire d'État de la Religion prétendue réformée, ministre d'État, chancelier et garde des sceaux de l'Ordre du Saint-Esprit | Honoraire                         | 1777                            |
| 1741               | Antoine Ferrein                                                     | Docteur en médecine de la Faculté de Montpellier, professeur au Collège royal de France | Anatomiste                        | 1769                            |
| 1741               | Jean-Paul de Gua de Malves                                          | Lecteur royal en philosophie Membre de la Royal Society de Londres | Géomètre                          | 1786 (Vétéran en 1745)          |
| 1741               | Nicolas-Louis de Lacaille                                           | Professeur de mathématiques au Collège Mazarin Membre de la Royal Society de Londres, des Académies de Berlin, Stockholm, Bologne, Göttingen | Astronome                         | 1762                            |
| 1741               | Jean Le Rond d'Alembert                                             | Dirige avec Denis Diderot la rédaction de l'Encyclopédie Membre de l'académie française, de l'Académie de Berlin | Astronome Géomètre                | 1783                            |
| 1741               | Jean-Jacques Amelot de Chaillou                                     | Ministre d’État aux Affaires étrangères, chevalier des ordres du roi | Honoraire                         | 1749                            |
| 1741               | Joseph-Marie-François de Lassone                                    | Premier médecin du roi, créateur de la Société royale de médecine | Anatomiste                        | 1788                            |
| 1742               | Paul-Jacques Malouin                                                | Docteur en médecine de l'université de Reims, professeur de chimie au Jardin du roi | Chimiste                          | 1778                            |
| 1742               | Martin Folkes                                                       | Président de la Royal Society de Londres | Associé étranger                  | 1754                            |
| 1743               | Joseph de Jussieu                                                   | Médecin, naturaliste et botaniste, ayant participé à l'expédition chargée de mesurer à l'Équateur l'arc du méridien | Botaniste                         | 1779                            |
| 1743               | Michel Ferdinand d'Albert d'Ailly                                   | Duc de Chaulnes, lieutenant général des armées du roi, lieutenant général pour le roi en la province de Picardie | Honoraire                         | 1769                            |
| 1743               | Michel-Philippe Bouvart                                             | Docteur en médecine de l'université de Reims | Anatomiste                        | 1787 Vétéran en 1751            |
| 1743               | Daniel-Charles Trudaine                                             | Conseiller au parlement de Paris, intendant d'Auvergne, directeur du commerce, fondateur de l'École des ponts et chaussées | Honoraire                         | 1769                            |
| 1743               | Louis Guillaume Le Monnier                                          | Docteur régent en médecine de la Faculté de Paris, professeur de botanique au Jardin du roi, médecin ordinaire du roi en survivance Membre de la Royal Society de Londres, et de l'Académie de Berlin | Botaniste                         | 1799                            |
| 1743               | Jean-Étienne Guettard                                               | Conservateur des collections d’histoire naturelle du duc d’Orléans | Botaniste                         | 1786                            |
| 1744               | Louis Jean-Marie Daubenton                                          | Docteur en médecine de l'université de Reims, garde-démonstrateur au Cabinet du roi | Anatomiste                        | 1799                            |
| 1744               | Gaspard Le Compasseur de Créqui-Montfort, marquis de Courtivron     | Chevalier, marquis de Courtivron, maréchal général des logis de cavalerie, chevalier de Saint-Louis | Mécanicien                        | 1785                            |
| 1744               | Guillaume-François Rouelle                                          | Apothicaire, démonstrateur de chimie au Jardin du roi | Chimiste                          | 1770                            |
| 1744               | Exupère Joseph Bertin                                               | Docteur en médecine de l'université de Reims, premier médecin du prince de Valachie et de Moldavie | Anatomiste                        | 1781                            |
| 1744               | Armand-Louis de Vignerot du Plessis d'Aiguillon                     | | Honoraire                         | 1750                            |
| 1745               | Pierre Joseph Macquer                                               | Docteur régent en médecine de la Faculté de Paris, professeur de chimie et de pharmacie au Jardin du roi Membre de l'Académie royale de Stockholm et de l'Académie de Turin | Chimiste                          | 1784                            |
| 1746               | Jacques de Vaucanson                                                | Inspecteur des manufactures de soie | Mécanicien                        | 1782                            |
| 1746               | Antoine Deparcieux                                                  | Professeur de mathématiques du Collège royal de France | Géomètre                          | 1768                            |
| 1746               | Jean-Baptiste de Machault d'Arnouville                              | Contrôleur général des finances, ministre d'État | Honoraire                         | 1794                            |
| 1747               | Marc-René de Montalembert                                           | Maréchal de camp, ingénieur spécialisé en fortification | Associé libre                     | 1800                            |
| 1748               | François David Hérissant                                            | Docteur régent en médecine de la Faculté de Paris, professeur à cette faculté Membre de la Royal Société de Londres | Anatomiste                        | 1773                            |
| 1748               | Daniel Bernoulli                                                    | Professeur de physique Membre de la Royal Society de Londres et des académies de Berlin et de Saint-Pétersbourg | Associé étranger                  | 1782                            |
| 1748               | James Bradley                                                       | Astronomer Royal | Associé étranger                  | 1762                            |
| 1749               | Patrice d'Arcy                                                      | Maréchal des camps et armées du roi, chevalier de l'Ordre de Saint-Lazare et de Notre-Dame du Mont-Carmel | Géomètre                          | 1779                            |
| 1749               | Yves Marie Desmarets de Maillebois                                  | Lieutenant général des armées du roi, gouverneur de Douai, inspecteur général de l'infanterie, maître de la garde robe du roi et lieutenant général en Languedoc | Honoraire                         | 1791                            |
| 1749               | Louis-Élisabeth de La Vergne de Tressan                             | Lieutenant général des armées du roi, gouverneur de Toul et grand maréchal du roi Stanislas Président de la Société Royale des Sciences et Belles-Lettres de Nancy, membre de l'Académie française, de la Royal Sociéty de Londres | Associé libre                     | 1783                            |
| 1750               | Chrétien Guillaume de Lamoignon de Malesherbes                      | Premier président de la cour des aides de Paris et directeur de la Librairie, avocat du roi Louis XVI | Honoraire                         | 1794                            |
| 1750               | Gerard van Swieten                                                  | Premier médecin de l'impératrice d'Autriche Marie-Élisabeth | Associé étranger                  | 1772                            |
| 1751               | Antoine Louis Rouillé                                               | Secrétaire d'État de la Marine (1749-1754) puis Ministre français des affaires étrangères | Honoraire                         | 1761                            |
| 1751               | François Quesnay                                                    | Médecin de Madame de Pompadour, économiste | Associé libre                     | 1774                            |
| 1751               | Jean-Baptiste Le Roy                                                | Membre de la Royal Society de Londres et de la Société américaine de philosophie | Géomètre Mécanicien               | 1800                            |
| 1752               | Joseph Lieutaud                                                     | Premier médecin de Louis XVI, médecin de l'hôpital de Versailles | Associé vétéran                   | 1780                            |
| 1752               | Claude Geoffroy                                                     | Maître apothicaire, inspecteur de la pharmacie de l’Hôtel-Dieu | Chimiste                          | 1753                            |
| 1752               | Théodore Baron d'Hénouville                                         | Docteur en médecine et chimiste | Chimiste                          | 1768                            |
| 1752               | Rolland-Michel Barrin de La Galissonnière                           | Gouverneur-général de la Nouvelle-France, chef d'escadre | Associé libre                     | 1756                            |
| 1753               | Joseph Jérôme Lefrançois de Lalande                                 | Professeur d'astronomie au Collège royal de France Membre de l'Académie des sciences de Berlin | Astronome                         | 1807                            |
| 1753               | Guillaume Joseph Hyacinthe Jean-Baptiste Le Gentil de la Galaisière | | Astronome                         | 1792 Vétéran en 1770            |
| 1753               | Stephen Hales                                                       | Docteur en théologie de l'université d'Oxford, pionnier de la physiologie expérimentale | Associé étranger                  | 1761                            |
| 1754               | Woldemar de Lowendal                                                | Général | Honoraire                         | 1755                            |
| 1754               | Abraham de Moivre                                                   | Membre de la Royal Society de Londres | Associé étranger                  | 1754                            |
| 1754               | Albrecht von Haller                                                 | Président-perpétuel de la Société royale de Gottingen, de la Société économique de Berne, membre de la Royal Society de Londres, de l'Académie de Berlin, de Bologne, de Stockholm, de Harlem, de l'Académie des curieux de la nature, membre du Conseil souverain de la République de Berne | Associé étranger                  | 1770                            |
| 1755               | George Parker de Macclesfield                                       | Président de la Royal Society de Londres | Associé étranger                  | 1764                            |
| 1755               | Leonhard Euler                                                      | Membre de l'Académie impériale de Saint-Pétersbourg, et de l'Académie de Berlin | Associé étranger                  | 1783                            |
| 1755               | Jean Moreau de Séchelles                                            | Contrôleur général des finances | Honoraire                         | 1760                            |
| 1755               | Paul d'Albert de Luynes                                             | Archevêque de Sens, cardinal | Honoraire                         | 1788                            |
| 1756               | Alexandre Guy Pingré                                                | Chanoine régulier de la Congrégation de France, Astronome-géographe de la marine, chancelier de l'abbaye de Sainte-Geneviève et de l'université de Paris | Associé libre                     | 1796                            |
| 1756               | Bernard Forest de Bélidor                                           | Ingénieur militaire | Associé libre                     | 1761                            |
| 1758               | Étienne Bézout                                                      | Examinateur des élèves du corps de l'artillerie | Mécanicien                        | 1783                            |
| 1758               | Louis Léon Félicité de Brancas de Lauragais                         | | Mécanicien                        | 1824 Vétéran en 1771            |
| 1758               | Auguste-Denis Fougeroux de Bondaroy                                 | | Botaniste                         | 1789                            |
| 1758               | Joseph Bernard de Chabert                                           | Directeur du Dépôt des cartes et plans de la Marine | Associé libre                     | 1805                            |
| 1758               | Mathieu Tillet                                                      | Directeur de la Monnaie à Troyes | Botaniste                         | 1791                            |
| 1759               | Jean Chappe d'Auteroche                                             | Religieux | Astronome                         | 1769                            |
| 1759               | Jacques Tenon                                                       | Professeur et démonstrateur royal au Collège de chirurgie Membre de l'Académie royale de Chirurgie | Anatomiste                        | 1816                            |
| 1759               | Jean François Clément Morand                                        | Docteur régent en médecine de la Faculté de Paris, professeur au Collège royal de France, médecin de Stanislas Leszczynski Membre de la Royal Society de Londres, des Académies de Stockholm, Madrid, Harlem | Anatomiste                        | 1784                            |
| 1759               | Michel Adanson                                                      | Commis dans la Compagnie des Indes, botaniste royal | Botaniste                         | 1806                            |
| 1759               | Mathurin Jacques Brisson                                            | Maître de physique et d'histoire des Enfants de France, professeur royal de physique, censeur royal | Botaniste                         | 1806                            |
| 1760               | Antoine Petit                                                       | Docteur régent en médecine de la Faculté de Paris. Il a fondé une chaire d'anatomie à la Faculté de médecine de Paris | Anatomiste                        | 1794                            |
| 1761               | Charles-François-César Le Tellier de Montmirail                     | Brigadier des armées du roi | Honoraire                         | 1764                            |
| 1761               | Józef Aleksander Jabłonowski                                        | Il a fondé à Leipzig une société d'histoire, dite Jablonovienne | Associé étranger                  | 1777                            |
| 1761               | Henri Léonard Jean Baptiste Bertin                                  | Contrôleur général des finances, créateur de l'école vétérinaire de Lyon | Honoraire                         | 1792                            |
| 1761               | Joseph-Florent de Vallière                                          | Directeur général de l'artillerie, lieutenant général des armées du roi | Associé libre                     | 1776                            |
| 1761               | Charles Penot de Tournières                                         | Payeur des rentes, trésorier du barrage et pavé de Paris | Associé libre                     | 1772                            |
| 1762               | Carl von Linné                                                      | Premier médecin du roi de Suède, directeur du jardin botanique d'Hartercamp, recteur et professeur de médecine et de botanique de l'Académie d'Upsal, chevalier de l'ordre royal de l'Étoile Polaire Premier Président de l'Académie des Sciences de Suède, membre de la Royal Society de Londres, des Académies de Saint-Pétersbourg, de Berlin et de Bologne | Associé étranger                  | 1778                            |
| 1763               | Jean Sylvain Bailly                                                 | Garde des tableaux du roi, premier maire de Paris | Astronome                         | 1793                            |
| 1763               | Edme-Sébastien Jeaurat                                              | Ingénieur-géographe employé à la grande carte de France, professeur de mathématiques à l'École militaire | Astronome Géomètre                | 1803                            |
| 1764               | James Douglas, comte de Morton                                      | Président de la Philosophical Society of Edinburgh, président de la Royal Society de Londres | Associé étranger                  | 1768                            |
| 1764               | Antoine-René de Voyer de Paulmy d'Argenson                          | Ambassadeur en Suisse, en Pologne, à Venise, à Rome, puis secrétaire d'État de la Guerre. Bailli de l'Artillerie, sa bibliothèque est le noyau de la bibliothèque de l'Arsenal | Honoraire                         | 1787                            |
| 1764               | Jean Charles Philibert Trudaine de Montigny                         | Directeur des Ponts et Chaussées | Honoraire                         | 1777                            |
| 1765               | François-César Le Tellier de Courtanvaux                            | Colonel du régiment royal | Honoraire                         | 1781                            |
| 1765               | Étienne-François Turgot                                             | Gouverneur de la Guyane | Associé libre                     | 1789                            |
| 1765               | Jean-Baptiste Antoine Andouillé du Tremblay                         | Premier chirurgien du Roi Président de l'Académie royale de chirurgie | Associé libre                     | 1799                            |
| 1765               | Achille Pierre Dionis du Séjour                                     | Conseiller au parlement | Associé libre                     | 1794                            |
| 1765               | Jean-Rodolphe Perronet                                              | Fondateur et premier directeur de l’École des ponts et chaussées | Associé libre                     | 1794                            |
| 1765               | Gabriel de Bory                                                     | Gouverneur général des Îles sous le Vent | Associé libre                     | 1801                            |
| 1765               | Pierre-Isaac Poissonnier                                            | Docteur régent en médecine de la Faculté de Paris, professeur au Collège royal Membre de l'Académie des sciences, arts et belles-lettres de Dijon, de l'Académie des sciences, belles-lettres et arts de Lyon, membre de l'Académie royale de marine, de la Société royale de médecine | Associé libre                     | 1798                            |
| 1766               | Charles Thomas de Löwenstein-Wertheim-Rochefort                     | | Associé étranger                  | 1789                            |
| 1766               | Louis Claude Cadet de Gassicourt                                    | Commissaire du roi pour la chimie près la manufacture de porcelaine de Sèvres, membre du Service de pharmacie de Paris | Chimiste                          | 1789                            |
| 1768               | Gabriel Jars                                                        | Inspecteur général des Manufactures | Adjoint                           | 1769                            |
| 1768               | Antoine Lavoisier                                                   | Fermier général, régisseur des poudres | Chimiste                          | 1794                            |
| 1768               | Charles Bossut                                                      | Professeur à l'École royale du génie de Mézières, puis examinateur des élèves du génie. Inspecteur général des machines et ouvrages hydrauliques des bâtiments du Roi et professeur royal d'hydrodynamique | Géomètre                          | 1814                            |
| 1769               | Nicolas de Condorcet                                                | Secrétaire pertétuel de l'Académie des sciences en 1773 Membre de l'Académie française, fondateur de l'Athénée des arts, sciences, belles-lettres et industrie de Paris, président de la Société des amis des Noirs | Mécanicien                        | 1794                            |
| 1769               | Pierre Demours                                                      | Médecin de la Faculté de Paris, médecin ordinaire oculiste du roi, censeur royal, démonstrateur et garde du Cabinet d'histoire naturelle du Jardin du roi | Associé vétéran                   | 1795                            |
| 1769               | Antoine Portal                                                      | Lecteur et professeur de médecine au Collège royal de France, médecin de la Faculté de Paris et de Montpellier | Anatomiste                        | 1832                            |
| 1769               | César Gabriel de Choiseul-Praslin                                   | Lieutenant général de cavalerie, puis ambassadeur de France à Vienne, ministre des Affaires étrangères, secrétaire d'État à la Marine | Honoraire                         | 1785                            |
| 1770               | Charles Messier                                                     | Astronome de la Marine Membre de la Royal Society de Londres, des Académies des sciences de Prusse, de Suède, de l'Institut de Bologne, de la Société des sciences de Hollande, de l'Académie impériale de Bruxelles, de l'Académie des Arts de Londres | Astronome                         | 1817                            |
| 1770               | Jean Dominique Cassini, le fils                                     | Capitaine de dragons au régiment royal Conti, participe à la carte de France et remplace son père à l'Observatoire de Paris | Astronome                         | 1845                            |
| 1770               | Balthazar Georges Sage                                              | Professeur de minéralogie expérimentale | Chimiste                          | 1824                            |
| 1771               | Nicolas Desmarest                                                   | Inspecteur général des manufactures | Mécanicien                        | 1815                            |
| 1771               | Alexis-Marie de Rochon                                              | Astronome de la Marine, conservateur du Cabinet d'astronomie du roi, puis du Cabinet de physique et d'optique, directeur d'optique de la marine, inspecteur des machines des monnaies, commissaire général des monnaies Membre de l'Académie de marine, de l'Académie de Saint-Pétersbourg | Mécanicien                        | 1817                            |
| 1771               | Alexandre-Théophile Vandermonde                                     | Membre du Conservatoire national des arts et métiers, examinateur au concours d'entrée de l'École polytechnique, professeur à l'École normale supérieure | Géomètre                          | 1796                            |
| 1772               | Jacques Antoine Joseph Cousin                                       | Professeur de physique au Collège de France et à l'École militaire | Géomètre                          | 1800                            |
| 1772               | Joseph-Louis de Lagrange                                            | Professeur à l’école d’artillerie de Turin, directeur de la classe mathématique de l’Académie de Berlin, participe à la Commission des Poids et Mesures, premier professeur d'analyse de l’École polytechnique | Associé étranger                  | 1813                            |
| 1772               | Didier François René Mesnard de Chouzy                              | Contrôleur général de la maison du roi | Associé libre                     | 1793                            |
| 1772               | Benjamin Franklin                                                   | Imprimeur, éditeur, écrivain, naturaliste, inventeur, homme d'État américain, ministre plénipotentiaire des États-Unis en Suède et en France Membre de la Royal Society de Londres | Associé étranger                  | 1790                            |
| 1772               | Antoine Baumé                                                       | Maître apothicaire | Chimiste                          | 1804                            |
| 1773               | Antoine-Laurent de Jussieu                                          | Directeur du Muséum d'histoire naturelle Membre de l'Académie nationale de médecine, de la Société des observateurs de l'homme, de l'Institut de France | Botaniste                         | 1836                            |
| 1773               | Jean-Baptiste Bourguignon d'Anville                                 | Géographe du roi Membre de l’Académie royale des inscriptions et belles-lettres | Géographe                         | 1782                            |
| 1773               | Pierre-Simon de Laplace                                             | Membre de l'Académie française, de la Société de géographie et de l'Institut de France | Mécanicien                        | 1827                            |
| 1773               | Raphaël Bienvenu Sabatier                                           | Membre de l'Académie royale de chirurgie, de l'Académie royale de marine, de l'Industrie de France | Anatomiste                        | 1811                            |
| 1774               | Félix Vicq d'Azyr                                                   | Médecin de la reine Marie-Antoinette, professeur d'anatomie comparée au Jardin du roi, professeur d’anatomie comparée à l’École royale vétérinaire d’Alfort, professeur de l'Athénée des arts, sciences, belles-lettres et industrie de Paris Membre de l'Académie d'agriculture de France, de l'Académie française, de l'Académie nationale de médecine | Anatomiste                        | 1794                            |
| 1774               | Toussaint Bordenave                                                 | Médecin, anatomiste Directeur de l'académie de chirurgie, membre de l'Académie impériale de Florence | Associé vétéran                   | 1782                            |
| 1776               | Nicolas-Christiern de Thy de Milly                                  | Chambellan du prince régnant le duc de Wurtemberg, chevalier de l'ordre de Saint-Louis | Associé libre                     | 1784                            |
| 1777               | Antoine-Jean Amelot de Chaillou                                     | Secrétaire d'État à la Maison du Roi Membre honoraire de l'Académie des inscriptions et belles-lettres | Honoraire                         | 1795                            |
| 1777               | Andreas Sigismund Marggraf                                          | Membre de l'Académie royale des sciences de Prusse, de l'Académie des sciences de Saint-Pétersbourg | Associé étranger                  | 1782                            |
| 1777               | Jean-Louis-Paul-François de Noailles                                | Lieutenant général des armées du roi, membre du Conseil supérieur de la guerre | Honoraire                         | 1824                            |
| 1777               | Charles Claude Flahaut de La Billarderie d’Angiviller               | Directeur général des Bâtiments, Arts, Jardins et Manufactures de France | Vétéran                           | 1809                            |
| 1778               | Jean-Baptiste-Michel Bucquet                                        | Professeur de chimie et d'histoire naturelle à l'École de médecine | Chimiste                          | 1780                            |
| 1778               | Théodore Tronchin                                                   | Président du collège de médecine et inspecteur des hôpitaux d'Amsterdam, membre du Conseil d'État de Genève | Associé étranger                  | 1781                            |
| 1778               | John Pringle                                                        | professeur de philosophie morale à l'université d'Édimbourg, Médecin militaire, médecin du roi George III Président de la Royal Society de Londres, membre de l'Académie russe des sciences | Associé étranger                  | 1782                            |
| 1778               | Claude-Melchior Cornette                                            | Médecin ordinaire de Mesdames Adélaïde et Victoire Radié comme émigré en 1792 | Chimiste                          | 1794                            |
| 1779               | Jean-Baptiste Pierre Antoine de Monet de Lamarck                    | Militaire, puis botaniste et professeur d'Histoire naturelle des Insectes et des Vers au Jardin du Roi | Botaniste                         | 1829                            |
| 1779               | Jean Baptiste Gaspard Bochart de Saron                              | Magistrat, premier président du parlement de Paris | Honoraire                         | 1794                            |
| 1780               | Gaspard Monge                                                       | Répétiteur de mathématiques de l'École royale du génie de Mézières, professeur de physique de l'Athénée des arts, sciences, belles-lettres et industrie de Paris, membre de la Commission centrale des poids et mesures, participe à la création de l'École normale de l'an III et de l'École polytechnique, membre de la commission des sciences et des arts lors de la campagne d'Italie, chargé de mission dans l'expédition d'Égypte, sénateur Membre de l'Institut de France | Géomètre                          | 1818                            |
| 1780               | Claude-Louis Berthollet                                             | Membre de la Société d'encouragement pour l'industrie nationale | Chimiste                          | 1822                            |
| 1781               | Charles-Augustin Coulomb                                            | Officier du génie, intendant des eaux et fontaines de France, inspecteur général de l'instruction publique | Mécanicien                        | 1806                            |
| 1781               | Louis Alexandre de La Rochefoucauld d'Enville                       | Ami et traducteur de Benjamin Franklin, il a traduit les Constitutions américaines en 1778 | Honoraire                         | 1792                            |
| 1782               | William Hunter                                                      | Médecin de la reine Charlotte, professeur d'anatomie à la Royal Academy Membre de la Royal Society | Associé étranger                  | 1783                            |
| 1782               | Torbern Olof Bergman                                                | professeur de chimie et de métallurgie à l'Université d'Uppsala Membre de la Royal Society de Londres, de l'Académie royale des sciences de Suède | Associé étranger                  | 1784                            |
| 1782               | Pierre François André Méchain                                       | Astronome hydrographe au dépôt des cartes de la Marine Membre de l'Institut national et du Bureau des longitudes | Astronome                         | 1804                            |
| 1782               | Jean-Nicolas Buache de la Neuville                                  | Premier géographe du roi, directeur du Dépôt des cartes de la Marine Membre de l'Institut de France et du Bureau des longitudes | Géographe                         | 1825                            |
| 1782               | Jean Bernoulli                                                      | Membre de l'académie des sciences de Berlin | Associé étranger                  | 1790                            |
| 1782               | Paul-Joseph Barthez                                                 | Docteur en médecine, conseiller à la cour des Aides et médecin du duc d'Orléans Membre de l'Académie royale des inscriptions et belles-lettres | Associé libre                     | 1806                            |
| 1783               | René Just Haüy                                                      | Régent au collège de Navarre, professeur au collège du Cardinal-Lemoine, professeur de minéralogie et de géologie à l'École des mines Membre de l'Institut de France | Botaniste                         | 1822                            |
| 1783               | Henri-Alexandre Tessier                                             | | Botaniste                         | 1837                            |
| 1783               | René Louiche Desfontaines                                           | | Botaniste                         | 1834                            |
| 1783               | Adrien-Marie Legendre                                               | | Mécanicien                        | 1833                            |
| 1783               | Jacques-Constantin Périer                                           | | Mécanicien                        | 1818                            |
| 1783               | Pehr Wilhelm Wargentin                                              | | Associé étranger                  | 1783                            |
| 1784               | Jean-Baptiste Marie Meusnier de La Place                            | Général pendant la Révolution | Géomètre                          | 1793                            |
| 1784               | Johann Albrecht Euler                                               | | Associé étranger                  | 1800                            |
| 1784               | Joseph Priestley                                                    | | Associé étranger                  | 1804                            |
| 1784               | Jean d'Arcet                                                        | Professeur au Collège de France, directeur de la manufacture de Sèvres, inspecteur des monnaies | Chimiste                          | 1801                            |
| 1784               | Denis-Bernard Quatremère d'Isjonval                                 | Chef d'état-major | Physicien                         | 1830                            |
| 1784               | Antoine-François Fourcroy                                           | Lecteur de chimie au Jardin du roi | Chimiste                          | 1809                            |
| 1785               | Joseph Lepaute Dagelet                                              | | Astronome                         | 1788                            |
| 1785               | Petrus Camper                                                       | | Associé étranger                  | 1789                            |
| 1785               | Jacques Alexandre César Charles                                     | | Géomètre                          | 1823                            |
| 1785               | Pierre Marie Auguste Broussonet                                     | Membre de la Royal Society de Londres | Anatomiste                        | 1793                            |
| 1785               | Louis Auguste Le Tonnelier de Breteuil                              | Principal ministre de Louis XVI | Honoraire                         | 1807                            |
| 1785               | André Thouin                                                        | | Botaniste                         | 1824                            |
| 1785               | Jean-Pierre-François Guillot-Duhamel                                | Ingénieur des ponts et chaussées | Botaniste                         | 1816                            |
| 1785               | Philippe-Frédéric de Dietrich                                       | Maire de Strasbourg | Associé libre                     | 1793                            |
| 1787               | Joseph Banks                                                        | Président de la Royal Society de Londres | Associé étranger                  | 1820                            |
| 1787               | Étienne-Charles de Loménie de Brienne                               | Archevêque de Toulouse, puis de Sens, cardinal | Honoraire                         | 1794                            |
| 1788               | Charles Eugène Gabriel de La Croix, maréchal de Castries            | Maréchal de France | Honoraire                         | 1801                            |
| 1788               | Anne César de La Luzerne                                            | Ambassadeur de France aux États-Unis | Honoraire                         | 1791                            |
| 1789               | Louis Antoine de Bougainville                                       | Navigateur et explorateur | Associé libre                     | 1811                            |
| 1789               | William Herschel                                                    | Astronome et compositeur | Associé étranger                  | 1822                            |
| 1790               | Charles Louis L'Héritier de Brutelle                                | Surintendant du roi à la Maîtrise des eaux et forêts, puis conseiller à la Cour des aides | Botaniste                         | 1800                            |
| 1790               | Peter Simon Pallas                                                  | Professeur d'anatomie et chirurgien principal au collège médico-chirurgical de Berlin | Associé étranger                  | 1811                            |
| 1790               | Horace-Bénédict de Saussure                                         | Professeur de philosophie à l'académie de Genève | Associé étranger                  | 1799                            |

## Secrétaires et secrétaires généraux de l'Académie royale des sciences
| Dates                         | Nom du secrétaire                                                  |
| décembre 1666 - avril 1668    | Jean-Baptiste Du Hamel                                             |
| avril 1668 - décembre 1669    | Jean Gallois                                                       |
| janvier 1670 - janvier 1697   | Jean-Baptiste Du Hamel                                             |
| janvier 1697 - janvier 1699   | Bernard Le Bouyer de Fontenelle                                    |
| janvier 1699 - décembre 1740  | Bernard Le Bouyer de Fontenelle Premier titulaire nommé par le roi |
| janvier 1741 - août 1743      | Jean-Jacques Dortous de Mairan                                     |
| septembre 1743 - juillet 1776 | Jean-Paul Grandjean de Fouchy                                      |
| août 1776 - août 1793         | Nicolas Caritat de Condorcet                                       |

#### Généralités
- Louis Moreri, Liste de MM. de l'Académie royale des sciences, depuis l'établissement de cette Compagnie en 1666 jusqu'en 1735, dans Supplément au grand dictionnaire historique généalogique, géographique, etc, chez Jacques Vincent, Paris, 1735, tome 2, p. 297-302 (lire en ligne)
- Philippe Le Bas, Liste de tous les membres de l'Académie des sciences depuis son commencement, en 1666, jusqu'en 1793, selon l'ordre de leur réception, avec l'année de la mort de chacun d'eux, dans L'univers. Histoire et description de tous les peuples, France. Dictionnaire encyclopédique, Firmin Didot Frères éditeurs, Paris, 1840, tome 1, A - AZ, p. 65-68 (lire en ligne)
- Bernard Le Bouyer de Fontenelle, Éloges des académiciens de l'Académie royale des sciences morts depuis 1699, Œuvres de Monsieur de Fontenelle, tome 6, chez François Changuion, Amsterdam, 1764 (lire en ligne)
- Jean-Jacques Dortous de Mairan, Éloges des académiciens de l'Académie royale des sciences, morts dans les 1741, 1742 et 1743, chez Durand, Paris, 1747 (lire en ligne)
- Jean-Paul Grandjean de Fouchy, Éloges des Académiciens de l'Académie Royale des Sciences morts depuis 1744, chez la veuve Brunet, Paris, 1761 (lire en ligne)
- Pierre Méchain, Noms et demeures de Messieurs de l'Académie royale des sciences en 1791, dans La Connoissance des temps, ou calendrier et éphémérides du lever & coucher du soleil, de la lune, & des autres planètes, Imprimerie royale, Paris, 1792, p. 357-386 (lire en ligne)
- Nicolas de Condorcet, Œuvres complètes de Condorcet. Éloges des académiciens de l'Académie royale des sciences , morts depuis l'an 1666, jusqu'en 1699, chez Henrichs, Paris, 1804, tome 1 (lire en ligne)
- Nicolas de Condorcet, Œuvres complètes de Condorcet. Éloges des académiciens de l'Académie royale des sciences , morts depuis l'an 1771, chez Henrichs, Paris, 1804, tome 2 (lire en ligne)
- Nicolas de Condorcet, Éloges des académiciens de l'Académie royale des sciences , morts depuis l'an 1783, chez Frédéric Wieweg, Brunswick, 1799, tome 4 (lire en ligne)
- Louis-Ferdinand Alfred Maury, L'ancienne Académie des sciences, Librairie académique Didier & Cie, Paris, 1864 (lire en ligne)
- Arthur Birembaut, L'Académie royale des Sciences en 1780 vue par l'astronome suédois Lexell (1740-1784), dans Revue d'histoire des sciences et de leurs applications, 1957, Volume 10, no 2, p. 148-166 (lire en ligne)
- Marie-Jeanne Tits-Dieuaide, Les savants, la société et l'État : à propos du « renouvellement » de l'Académie royale des sciences ( 1699), dans Journal des savants, 1998,  Volume 1, no 1, p. 79-114 (lire en ligne)

#### Tables générales des matières contenues dans l' "Histoire" et dans les "Mémoires de l'Académie royale des sciences"
- Tome 1, Années 1666 - 1698 (lire en ligne)
- Tome 2, Années 1699 - 1710 (lire en ligne)
- Tome 3, Années 1711 - 1720 (lire en ligne)
- Tome 4, Années 1721 - 1730 (lire en ligne)
- Tome 5, Années 1731 - 1740 (lire en ligne)
- Tome 6, Années 1741 - 1750 (lire en ligne)
- Tome 7, Années 1751 - 1760 (lire en ligne)
- Tome 8, Années 1761 - 1770 (lire en ligne)
- Tome 9, Années 1771 - 1780 (lire en ligne)